# Tlaltecuhtli

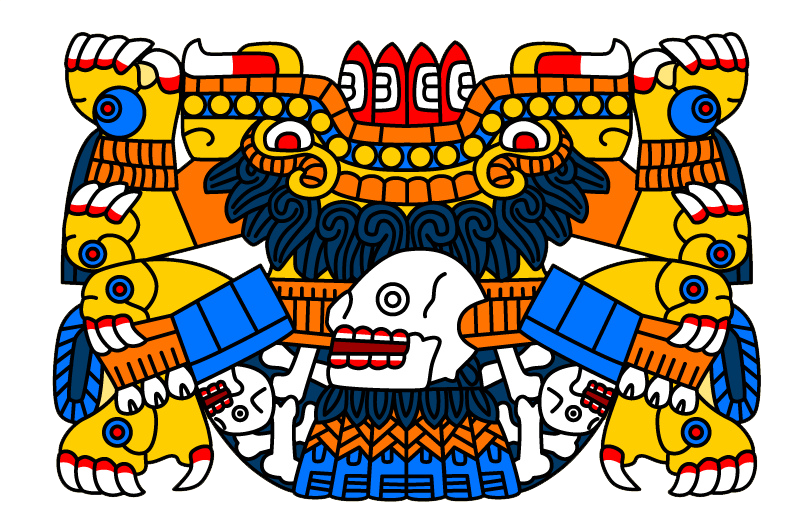
Immagine di Tlaltecuhtli

Tlaltecuhtli (o Tlaltecutli), secondo la mitologia azteca, era un mostro marino che dimorava nelle profondità dell'oceano dopo il quarto Grande Diluvio. Quetzalcoatl e Tezcatlipoca, sotto forma di serpenti, la spezzarono in due e ne gettarono una metà verso l'alto, dando origine così al cielo ed alle stelle, mentre l'altra metà la lasciarono cadere, dando così origine alla terra. Lei rimase in vita però, e pretese del sangue umano. Nonostante il nome maschile, viene comunemente raffigurata come femmina di coccodrillo con zampe artigliate e teschi sulla schiena e sui fianchi. Viene spesso rappresentata nella posizione di una donna partoriente. 
A volte viene associata a Cihuacoatl, Tonantzin, Tonatiuh e Tlaleutli.